# نيمانيا ميلوسيفيتش
نيمانيا ميلوسيفيتش مواليد 4 يوليو 1987 في بار، الجبل الأسود، جمهورية يوغوسلافيا الاشتراكية الاتحادية، هو لاعب كرة سلة مونتينيغري. بدأ مسيرته الاحترافية في سنة 2010. يلعب مع أورليان لواريت في الدوري الفرنسي لكرة السلة الدرجة الأولى.

## المسيرة الاحترافية
لعب مع نادي بودوشنوست لكرة السلة من سنة 2010 إلى 2012، ثم لعب مع نادي مورنار بار لكرة السلة في سنة 2012، ثم لعب مع نيو باسكت برينديزي في الدوري الإيطالي في موسم 2015–2016، ثم لعب مع أورليان لواريت في الدوري الفرنسي في سنة 2017.

## روابط خارجية
- نيمانيا ميلوسيفيتش على موقع كرة السلة الأوروبية.كوم (الإنجليزية)
- نيمانيا ميلوسيفيتش على موقع كلية كرة السلة في سبورتس رفرنس.كوم (الإنجليزية)
- نيمانيا ميلوسيفيتش على موقع ريلجم (الإنجليزية)
- نيمانيا ميلوسيفيتش على موقع بروبوليرز (الإنجليزية)
- نيمانيا ميلوسيفيتش على موقع سبورتس رفرنس (الإنجليزية)